# Маршрутни таксита в София
Това е списък на маршрутите на маршрутни таксита в София.[източник? (Поискан днес)]

## Линии
| №  | Маршрут                          |
| -- | -------------------------------- |
| 11 | пл. Лъвов мост – кв. Бенковски   |
| 16 | жк. Люлин-5 – жк. Дружба-2       |
| 27 | кв. Овча Купел – Студентски град |